# スーパーガール (架空の人物)
スーパーガール（英: Supergirl）は、DCコミックスの出版するアメリカン・コミックスに登場する架空のスーパーヒロイン。オットー・バインダーとアル・プラスティーノによって創造され、1959年の"Action Comics #252"で初登場した。スーパーマンのいとこ。

## 概要
1958年8月の"Superman #123"でジミー・オルセンがお土産に持ち帰った魔法のトーテムでスーパーガールを作り出している。
カーラ・ゾー゠エルとしてのスーパーガールは、オットー・バインダーとアル・プラスティーノによって創造され"Action Comics #252"（1959年5月）で初登場した。クリプトと共にスーパーマンをサポートし、スーパーマン・ファミリーやリージョン・オブ・スーパーヒーローズの一員として活躍した。その後、1985年のクロスオーバーイベント『クライシス・オン・インフィニット・アース』で戦死する。
1986年以降はマトリックス、リンダ・ダンバース、サー゠エルなどがスーパーガールとして登場し、ジェフ・ローブとマイケル・ターナーによって"Superman/Batman #8"（2004年5月）で再びカーラ・ゾー゠エルとしてのスーパーガールが登場した。

## 人物
本名：カーラ・ゾー゠エル (Kara Zor-El)
クリプトン星の崩壊を生き残ったスーパーマンのいとこ。クリプトン崩壊後、宇宙を漂うドーム都市として生き残ったアルゴ・シティで父ゾー゠エルと母アルーラ・イン゠ゼの間に生まれ育つ。そのアルゴ・シティが隕石群にぶつかり、地下のクリプトナイトが露出して市民が全滅の危機に陥った時、両親の計らいでいとこ・スーパーマンのいる地球へと小型ロケットで脱出した。
当初は孤児リンダ・リーとして暮らしつつスーパーガールとして活動するが、後にダンバース夫妻に引き取られ、リンダ・リー・ダンバースを名乗る。実の両親は、アルゴ・シティ崩壊後異次元空間に逃れ地球に来ても実体化できずにいたが、優秀な電気技師であるリンダの養父ダンバースの協力で実体を取り戻すことができた。やがて、二組の両親に愛されつつ大学を卒業したリンダは高校のカウンセラーとして働きながら、スーパーガールとしての活動を続けていく。
ストリーキーという名前の猫を飼っている。

## 能力と技術
スーパーガールはスーパーマンや他のクリプトン人と同様に黄色い太陽（地球が周回している太陽）の太陽光を浴びることで超人的な怪力と耐久力・瞬発力・飛行能力・透視能力・ヒートビジョン・スーパーブレスなどの能力を使うことができる。スーパーマンが幼いころからの教えで無意識に能力を抑制しているのに対し、スーパーガールは常に全力で戦うため、元来の勇敢な性格も相まってスーパーマンに勝るとも劣らない戦いをすることができる。また、スーパーガールはセミッシラでアマゾン族から実戦的な戦闘の訓練を受けており、対人格闘術といった技術的な面ではスーパーマンより優れている。

## 他のバージョン
「アース1」のカーラ・ゾー゠エル以外のスーパーガール。
- パワーガール

1976年1月の"All Star Comics #58"で初登場した、並行世界「アース2」のスーパーガール。「アース2」のスーパーマンのいとこで、本名もカーラ・ゾー゠エル（Kara Zor-L）。
- マトリックス

1988年4月の"Superman vol.2 #16"で初登場した、異次元世界「ポケット・ユニバース」でゾッド将軍に対抗するためにレックス・ルーサーによって作られた人造生命体。スーパーマン同様の怪力と飛行能力に加え、形状変化やテレキネシスの能力を持つ。『デス・オブ・スーパーマン』に登場するスーパーガール。
- リンダ・ダンバース

1996年9月の"Supergirl vol.4 #1"で初登場した、致命傷を負っていたところをマトリックスに救われ融合した結果、能力を得たスーパーガール。
- ウルトラガール

2008年1月の"Countdown to Final Crisis #16"で初登場した、善悪が逆転した並行世界「アース3」のスーパーガール。「アース3」のスーパーヴィランであるウルトラマンのいとこ。
- オーバーガール

2008年9月の"Final Crisis #3"で初登場した、第二次世界大戦でナチスが勝利した並行世界「アース10」のスーパーガール。
- カーラ・ダンバース

テレビドラマ『SUPERGIRL/スーパーガール』の舞台となる並行世界「アース38」のスーパーガール（主人公）。「アース38」のスーパーマンのいとこで、本名もカーラ・ゾー゠エル（Kara Zor-El）。アローバースの登場人物を参照のこと。